# Sonic X
Sonic X är en anime-serie baserad på de senare spelen i serien Sonic the Hedgehog, vilka är Sonic Adventure och Sonic Adventure 2. Den visades i Japan 6 april 2003-28 mars 2004 och köptes in av Fox Kids Europe sommaren 2003. Av serien gjordes sammanlagt 78 avsnitt.

## Handling
Sonic och hans vänner färdas från sin hemplanet till jorden, där de träffar pojken Chris Thorndyke och hans familj som hjälper dem att finna sju kaossmaragder så att Sonic och hans vänner kan återvända hem igen. Hack i häl följer Dr. Eggman dem för att förstöra deras planer och vinna kampen om världsherraväldet.

## Sonic X på svenska
Serien dubbades även till svenska med Eric Donell som Sonic, Niels Pettersson som Chris Thorndyke, Bevin Hansson som Tails, Gunnar Ernblad som Dr. Eggman och Maria Rydberg som Amy Rose.